# Clinton County (Missouri)
Das Clinton County ist ein County im US-amerikanischen Bundesstaat Missouri. Im Jahr 2020 hatte das County 21.184 Einwohner und eine Bevölkerungsdichte von 19,5 Einwohnern pro Quadratkilometer. Der Verwaltungssitz (County Seat) ist Plattsburg.
Das Clinton County ist Bestandteil der Metropolregion Kansas City.

## Geografie
Das County liegt im Nordwesten von Missouri und ist im Westen etwa 40 km von Kansas entfernt. Es hat eine Fläche von 1097 Quadratkilometern, wovon zwölf Quadratkilometer Wasserfläche sind. An das Clinton County grenzen folgende Nachbarcountys:
|                 | DeKalb County |                 |
| Buchanan County |               | Caldwell County |
| Platte County   | Clay County   | Ray County      |

## Geschichte

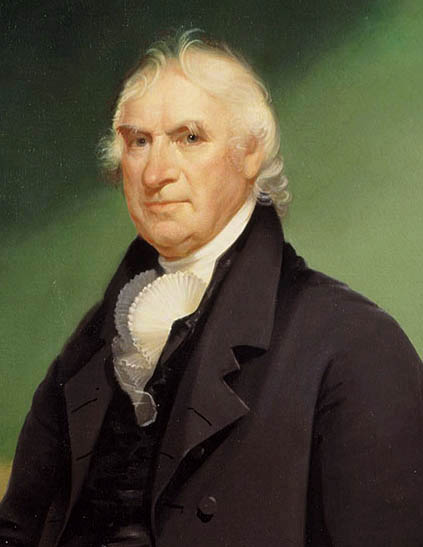
Clinton

Das Clinton County wurde am 2. Januar 1833 aus Teilen des Clay County gebildet. Benannt wurde es nach George Clinton (1739–1812), dem ersten Gouverneur des Staates New York (1777–1795) und vierten Vizepräsidenten der Vereinigten Staaten (1805–1812).

Ein Gebäude im County ist im National Register of Historic Places eingetragen (Stand 5. Februar 2018).

## Demografische Daten
Nach der Volkszählung im Jahr 2010 lebten im Clinton County 20.743 Menschen in 8.165 Haushalten. Die Bevölkerungsdichte betrug 19,1 Einwohner pro Quadratkilometer. In den 8.165 Haushalten lebten statistisch je 2,49 Personen.
Ethnisch betrachtet setzte sich die Bevölkerung zusammen aus 95,5 Prozent Weißen, 1,4 Prozent Afroamerikanern, 0,7 Prozent amerikanischen Ureinwohnern, 0,3 Prozent Asiaten sowie aus anderen ethnischen Gruppen; 1,6 Prozent stammten von zwei oder mehr Ethnien ab. Unabhängig von der ethnischen Zugehörigkeit waren 1,6 Prozent der Bevölkerung spanischer oder lateinamerikanischer Abstammung.
24,6 Prozent der Bevölkerung waren unter 18 Jahre alt, 59,7 Prozent waren zwischen 18 und 64 und 15,7 Prozent waren 65 Jahre oder älter. 49,8 Prozent der Bevölkerung war weiblich.

Das jährliche Durchschnittseinkommen eines Haushalts lag bei 51.082 USD. Das Prokopfeinkommen betrug 24.130 USD. 9,9 Prozent der Einwohner lebten unterhalb der Armutsgrenze.

## Ortschaften im Clinton County
| Citys - Cameron1 - Gower2 - Holt3 - Lathrop | 0 - Osborn1 - Plattsburg - Trimble | Village - Turney |

Unincorporated Communities
| - Barnesville - Braley - Converse - Delaney - Grayson | - Guyton - Haynesville - Hemple - Lilly - Maple Hill | - Mecca - Moors - Perrin - Scearces - Starfield | - Stewartsville - West Keystone - Westbridge - Wexford |

1 – teilweise im DeKalb County

2 – teilweise im Buchanan County

3 – teilweise im Clay County

## Gliederung
Das Clinton County ist in neun Townships eingeteilt:
| Township           | Einwohner (2010) | FIPS     |
| ------------------ | ---------------- | -------- |
| Atchison Township  | 2084             | 29-02332 |
| Clinton Township   | 829              | 29-14950 |
| Concord Township   | 3027             | 29-15976 |
| Hardin Township    | 1706             | 29-30304 |
| Jackson Township   | 2861             | 29-35702 |
| Lafayette Township | 658              | 29-39674 |
| Lathrop Township   | 3154             | 29-40844 |
| Platte Township    | 331              | 29-58160 |
| Shoal Township     | 6093             | 29-67592 |